# Абдель-Загер Ель-Сакка
Абдель-Загер Ель-Сакка (араб. عبدالظاهر السقا, нар. 30 січня 1974, Дакахлія) — єгипетський футболіст, що грав на позиції захисника. По завершенні ігрової кар'єри — спортивний функціонер.
Виступав за низку турецьких клубних команд, а також національну збірну Єгипту, у складі якої — триразовий володар Кубка африканських націй. 

## Клубна кар'єра
Народився 30 січня 1974 року в губернаторстві Дакахлія. Вихованець футбольної школи клубу «Ель-Мансура». Дорослу футбольну кар'єру розпочав 1995 року в основній команді того ж клубу, в якій провів чотири сезони. 
1999 року перебрався до Туреччини, ставши гравцем «Денізліспор». За три роки перебрався до «Генчлербірлігі», а заголом відіграв у Турецькій Суперлізі одинадцять сезонів, встигнувши пограти також за «Коньяспор» та «Ескішехірспор».
Завершував ігрову кар'єру на батьківщині у команді «ЕНППІ Клуб», за яку виступав протягом 2010—2011 років.

## Виступи за збірну
1997 року дебютував в офіційних матчах у складі національної збірної Єгипту.
Наступного року став у складі збірної переможцем розіграшу Кубка африканських націй 1998, що проходив у Буркіна Фасо. Згодом ще двічі, у 2006 і 2010 роках, допомогав своїй національній команді вигравати континентальну першість, а заголом протягом 14-річної кар'єри у збірній був учасником шести Кубків африканських націй, а також Кубка конфедерацій 1999 року.
Провів за збірну 112 матчів, забивши 4 голи.

## Статистика виступів

### Статистика клубних виступів
| Сезон                      | Команда                    | Чемпіонат                  | Чемпіонат | Чемпіонат | Національний кубок | Національний кубок | Національний кубок | Континентальні кубки | Континентальні кубки | Континентальні кубки | Інші змагання | Інші змагання | Інші змагання | Усього | Усього |
| Сезон                      | Команда                    | Ліга                       | Ігор      | Голів     | Ліга               | Ігор               | Голів              | Ліга                 | Ігор                 | Голів                | Ліга          | Ігор          | Голів         | Ігор   | Голів  |
| -------------------------- | -------------------------- | -------------------------- | --------- | --------- | ------------------ | ------------------ | ------------------ | -------------------- | -------------------- | -------------------- | ------------- | ------------- | ------------- | ------ | ------ |
| 1999–00                    | «Денізліспор»              | СЛ                         | 27        | 3         | КТ                 | 1                  | 0                  | -                    | -                    | -                    | -             | -             | -             | 28     | 3      |
| 2000–01                    | «Денізліспор»              | СЛ                         | 29        | 2         | КТ                 | 2                  | 0                  | -                    | -                    | -                    | -             | -             | -             | 31     | 2      |
| 2001-січ. 2002             | «Денізліспор»              | СЛ                         | 10        | 0         | КТ                 | 0                  | 0                  | Інт                  | 0                    | 0                    | -             | -             | -             | 10     | 0      |
| Усього за «Денізліспор»    | Усього за «Денізліспор»    | Усього за «Денізліспор»    | 66        | 5         |                    | 3                  | 0                  |                      | -                    | -                    |               | -             | -             | 69     | 5      |
| січ.-черв. 2002            | «Генчлербірлігі»           | СЛ                         | 14        | 0         | КТ                 | -                  | -                  | КУЄФА                | -                    | -                    | -             | -             | -             | 14     | 0      |
| 2002–03                    | «Генчлербірлігі»           | СЛ                         | 30        | 3         | КТ                 | 4                  | 1                  | -                    | -                    | -                    | -             | -             | -             | 34     | 4      |
| 2003–04                    | «Генчлербірлігі»           | СЛ                         | 26        | 1         | КТ                 | 3                  | 0                  | КУЄФА                | 8                    | 0                    | -             | -             | -             | 37     | 1      |
| 2004–05                    | «Генчлербірлігі»           | СЛ                         | 29        | 3         | КТ                 | 0                  | 0                  | КУЄФА                | 4                    | 0                    | -             | -             | -             | 33     | 3      |
| 2005–06                    | «Коньяспор»                | СЛ                         | 26        | 4         | КТ                 | 2                  | 0                  | -                    | -                    | -                    | -             | -             | -             | 28     | 4      |
| 2006–07                    | «Коньяспор»                | СЛ                         | 32        | 0         | КТ                 | 4                  | 0                  | -                    | -                    | -                    | -             | -             | -             | 36     | 0      |
| лист. 2007                 | «Коньяспор»                | СЛ                         | 9         | 0         | КТ                 | 0                  | 0                  | -                    | -                    | -                    | -             | -             | -             | 9      | 0      |
| Усього за «Коньяспор»      | Усього за «Коньяспор»      | Усього за «Коньяспор»      | 67        | 4         |                    | 6                  | 0                  |                      | -                    | -                    |               | -             | -             | 73     | 4      |
| січ.-черв. 2008            | «Генчлербірлігі»           | СЛ                         | 16        | 0         | КТ                 | 7                  | 0                  | -                    | -                    | -                    | -             | -             | -             | 23     | 0      |
| 2008-січ. 2009             | «Генчлербірлігі»           | СЛ                         | 10        | 0         | КТ                 | 0                  | 0                  | -                    | -                    | -                    | -             | -             | -             | 10     | 0      |
| Усього за «Генчлербірлігі» | Усього за «Генчлербірлігі» | Усього за «Генчлербірлігі» | 125       | 7         |                    | 14                 | 1                  |                      | 12                   | 0                    |               | -             | -             | 151    | 8      |
| січ.-черв. 2009            | «Ескішехірспор»            | СЛ                         | 14        | 1         | КТ                 | 1                  | 0                  | -                    | -                    | -                    | -             | -             | -             | 15     | 1      |
| 2009–10                    | «Ескішехірспор»            | СЛ                         | 23        | 0         | КТ                 | 1                  | 0                  | -                    | -                    | -                    | -             | -             | -             | 24     | 0      |
| Усього за «Ескішехірспор»  | Усього за «Ескішехірспор»  | Усього за «Ескішехірспор»  | 37        | 1         |                    | 2                  | 0                  |                      | -                    | -                    |               | -             | -             | 39     | 1      |
| 2010–11                    | «ЕНППІ Клуб»               | ПЛ                         | 24        | 1         | КЄ                 | 2                  | 0                  | -                    | -                    | -                    | -             | -             | -             | 26     | 1      |
| 2011–12                    | «ЕНППІ Клуб»               | ПЛ                         | 0         | 0         | -                  | -                  | -                  | КК                   | 0                    | 0                    | -             | -             | -             | 0      | 0      |
| Усього за «ЕНППІ Клуб»     | Усього за «ЕНППІ Клуб»     | Усього за «ЕНППІ Клуб»     | 24        | 1         |                    | 2                  | 0                  |                      | 0                    | 0                    |               | -             | -             | 26     | 1      |
| Усього за кар'єру          | Усього за кар'єру          | Усього за кар'єру          | 319       | 18        |                    | 27                 | 1                  |                      | 12                   | 0                    |               | -             | -             | 358    | 19     |

## Титули і досягнення
- Володар Кубка Туреччини (1):

«Генчлербірлігі»: 2000-2001
- Володар Кубка Єгипту (1):

«ЕНППІ Клуб»: 2010-2011
- Володар Кубка африканських націй (3):

1998, 2006, 2010